# Teodosio Herrera de la Fuente
Teodosio Herrera de la Fuente (Peñacastillo, Cantabria, 1911-Torrelavega, 1 de mayo de 2006) fue un sacerdote católico español.

## Biografía
En su juventud fue Presidente de la Acción Católica de su pueblo natal. Al desatarse la guerra civil española fue movilizado, distinguiéndose por méritos de guerra hasta el punto de ser propuesto para la Laureada de San Fernando. Al concluir las hostilidades fue licenciado con el grado de teniente, e ingresó en el Seminario y Pontificia Universidad que los Padres Jesuitas poseían en Comillas, donde su espiritualidad se forjó en la escuela de Manuel García Nieto. Habiendo cursado los estudios eclesiásticos recibió el Sagrado Orden del presbiterado (1947). Ese mismo año fue destinado por José Eguino y Trecu, obispo de Santander, como coadjutor de la parroquia de Torrelavega. Al fallecer en 1953 del anterior titular, Emilio Revuelta, fue nombrado ecónomo de ella. Como terminaran en 1964 las obras de la nueva Iglesia de San José Obrero -Santuario de la Virgen Grande- fue nombrado su primer párroco (1970), puesto en el que permaneció hasta su jubilación en 1993.
Entre las obras que emprendió figuran tres iglesias: la Parroquial de la Virgen Grande, la de Nuestra Señora de Covadonga, en el barrio del mismo nombre, y la del Sagrado Corazón, de Mies de Vega. Construyó el nuevo edificio de la Fundación Asilo de Torrelavega -señera institución de esta ciudad-, de la que fue Presidente vitalicio, así como las viviendas sociales del Barrio Emilio Revuelta. A él se debe también la construcción del Seminario Menor de San Luis, de Argomilla de Cayón (1965), hoy desmantelado por falta de vocaciones. Favoreció la acción misionera en diversos lugares, especialmente en la antigua Guinea española, a la que con este fin se desplazó en repetidas ocasiones.
Durante varios años fue miembro del Colegio de Consultores de la diócesis de Santander y de la Hermandad Sacerdotal Española. Mantuvo personal amistad con Marcelo González Martín, cardenal arzobispo de Toledo, con José Guerra Campos, obispo de Cuenca y con otras personalidades de la jerarquía católica en España. 
Recibió numerosos reconocimientos, entre ellos su nombramiento como Prelado doméstico de Su Santidad, Medalla de Oro de Torrelavega (1968), Hijo Predilecto de Cantabria (1993) y la Medalla de Plata al Mérito en el Trabajo (2002).
Falleció a los 95 años en el Asilo Hospital de Torrelavega. Sus restos reposan en Torrelavega, en un nicho practicado en el muro del Evangelio de la mencionada Iglesia de la Virgen Grande.
La multitudinaria asistencia a sus exequias, en las cuales se dio lectura a un encomiástico mensaje del entonces arzobispo de Oviedo, Carlos Osoro Sierra, testimonió con largueza el aprecio y admiración de los que fueran sus feligreses, y de todos los torrelaveguenses.